# Carmelita Correa
Carmelita Viridiana Correa Silva (5 de diciembre de 1988) es una atleta de pista y campo que compite en salto con pértiga. Es la poseedora del récord mexicano con su resultado de 4.18 metros y medallista de oro en el Campeonato de Atletismo del Caribe y Centroamérica en el 2013. 
Nació en Tonalá, Chiapas,  ganó su primera medalla internacional como atleta junior, alcanzando el segundo lugar en los Juegos Juveniles Centroamericanos y del Caribe del 2016. Después alcanzó un octavo lugar en el Campeonato Juvenil de Atletismo Panamericano del 2007. En su primer año de competir en la categoría profesional en 2008 alcanzó un resultado de 3.95 metros y se colocó en cuarto lugar en el Campeonato de Atletismo Sub-23 del 2008. Obtuvo el récord mexicano de salto con pértiga con 4.18 m en la Olimpiada Nacional.
Hizo su debut profesional internacional en el 2011 y se colocó en quinto lugar en el Campeonato de Atletismo Centroamericanos y del Caribe del 2011 y décima posición en los Juegos Panamericanos de Guadalajara. En su participación del Campeonato Iberoamericano de Atletismo del 2012  alcanzó el séptimo lugar. Ganó su primera medalla importante en México en el Campeonato Centroamericano y del Caribe de Atletismo del 2013 llevándose la medalla de oro con 3.95 m en salto con base.

## Mejor marca personal
| Evento            | Resultado | Sede               | Fecha      |
| ----------------- | --------- | ------------------ | ---------- |
| Salto con Pértiga | 4.18 m    | Hermosillo, Sonora | 1 Jun 2009 |

## Logros
| Representando a México | Representando a México                                     | Representando a México             | Representando a México | Representando a México | Representando a México |
| ---------------------- | ---------------------------------------------------------- | ---------------------------------- | ---------------------- | ---------------------- | ---------------------- |
| 2006                   | Campeonato Centroamericano y del Caribe de Atletismo (U20) | Puerto España, Trinidad and Tobago | 2nd                    | Salto con pértiga      | 3.20 m                 |
| 2007                   | Campeonato Panamericano Junior                             | São Paulo, Brazil                  | 8th                    | Salto con pértiga      | 3.40 m                 |
| 2008                   | Campeonato NACAC U-23                                      | Toluca, México                     | 4th                    | Salto con pértiga      | 3.60 m A               |
| 2011                   | Campeonato Centroamericano y del Caribe                    | Mayagüez, Puerto Rico              | 5th                    | Salto con pértiga      | 3.70 m                 |
| 2011                   | Juegos Panamericanos                                       | Guadalajara, México                | 10th                   | Salto con pértiga      | 3.85 m A               |
| 2012                   | Campeonatos Iberoamericanos                                | Barquisimeto, Venezuela            | 7th                    | Salto con pértiga      | 3.80 m                 |
| 2013                   | Campeonato Centroamericano y del Caribe                    | Morelia, México                    | 1st                    | Salto con pértiga      | 3.95 m A               |
| 2014                   | Juegos Centroamericanos y del Caribe                       | Xalapa, México                     | 6th                    | Salto con pértiga      | 3.75 m A               |
| 2015                   | Campeonato NACAC                                           | San José, Costa Rica               | 4th                    | Salto con pértiga      | 4.20 m                 |
| 2018                   | Juegos Centroamericano y del Caribe                        | Barranquilla, Colombia             | –                      | Salto con pértiga      | NM                     |